# Marco Emilio Papo (dittatore)
Marco Emlio Papo (latino: M. Aemilius Papus) (fl. IV secolo a.C.) è stato un politico romano.

## Biografia
Nominato dittatore, all'indomani dell'umiliazione patita dai Sanniti alle Forche Caudine, per l'elezione dei nuovi consoli, dopo che Quinto Fabio Ambusto, si era dimesso a causa di alcune irregolarità nella sua elezione, si dimise a sua volta, in quanto non riuscì a presiedere all'elezioni consolari.